# Suu-funkan no Yell wo
Suu-funkan no Yell wo (数分間のエールを Sūfunkan no Ēru o?), conocida también como A Few Moments of Cheers, es una película de animación japonesa de 2024. Producida por Hurray! y 100studio, y distribuida por Bandai Namco Filmworks, la película está dirigida por Popreq a partir de un guion escrito por Jukki Hanada. La cinta se estrenó en los cines japoneses en junio de 2024.

## Reparto
- Natsuki Hanae como Asaya Kanata[1]
- Mariya Ise como Yu Orie[1]
- Kei Sugawara como Yu Orie (voz cantada)[1]
- Yuma Uchida como Daisuke Tonosaki[2]
- Fuka Izumi como Emi Nakagawa[2]

## Producción
La película está producida por Hurray! y 100studio y dirigida por Popreq, con Ohajiki como asistente de dirección. Jukki Hanada escribió el guion, Magotsuki diseñó los personajes y Tomoyuki Kono compuso la música. Natsuki Hanae y Mariya Ise fueron elegidas para los papeles principales. La canción principal de la película es "Cyan", interpretada por la banda de rock Frederic.

## Estreno
La película fue distribuida por Bandai Namco Filmworks, que estrenó la película en los cines japoneses el 14 de junio de 2024.